# Rimantas Remeika
Rimantas Remeika (ur. 1 sierpnia 1962 w Serejkach w rejonie szawelskim) – litewski nauczyciel i działacz samorządowy, polityk, poseł na Sejm Republiki Litewskiej (2004–2008).

## Życiorys
W 1980 ukończył szkołę średnią w Pokroju, po czym studiował w Wileńskim Instytucie Pedagogicznym. W 1996 ukończył studia magisterskie na Wydziale Nauk Społecznych Wileńskiego Uniwersytetu Pedagogicznego.
Od 1985 pracował jako nauczyciel prac technicznych w szkołach średnich rejonów wileńskiego i święciańskiego. Na początku transformacji ustrojowej zatrudniony jako majster w jednym z zakładów. W 1992 ponownie podjął się nauczania młodzieży, tym razem w szkole średniej w Pogirach.
Od 1989 do 1990 był sekretarzem Komsomołu w rejonie wileńskim oraz członkiem Rady Sąjūdisu w tymże okręgu. Od 1993 do 1995 zasiadał w radzie rejonu wileńskiego. W 1994 zaangażował się w działalność partyjną wstępując do Litewskiego Związku Centrum, zasiadał w jego władzach regionalnych i państwowych.
W 1995 został mianowany dyrektorem Wydziału Oświaty i Spraw Społecznych okręgu wileńskiego. Po odejściu ze stanowiska w 1999 kierował przez pięć lat Szkołą Średnią im. Jonasa Basanavičiusa w Wilnie.
Podczas kampanii wyborczej z 1997 i z 2004 pracował w sztabie kandydata na urząd prezydenta Republiki Valdasa Adamkusa.
Od 2003 należał do Związku Liberałów i Centrum, w latach 2003–2005 był członkiem jego władz centralnych. W 2000 powrócił do działalności samorządowej uzyskując mandat radnego Wilna. W 2004 wszedł w skład Sejmu Republiki Litewskiej z okręgu jednomandatowego nr 7 w wileńskich Justyniszkach.
W 2008 z listy liberałów-centrystów bez powodzenia ubiegał się o reelekcję, przegrywając w swoim okręgu z konserwatystą Pauliusem Saudargasem.